# قصر ثقافة دسوق
قصر ثقافة دسوق، هو مركز الأنشطة الثقافية الرسمي بمدينة دسوق في محافظة كفر الشيخ شمالي مصر. ويقوم القصر بعمل برامج دورية للأنشطة الثقافية والفنية، ومتاحة لجميع الأعمار بالمجان أو بتكلفة منخفضة. وقد تم تطوير وتجديد القصر بتكلفة بلغت 15 مليون جنيه؛ وافتتح بعد التجديدات في ديسمبر 2018.

## مكونات القصر
يتكون قصر ثقافة دسوق من عدة مكونات:
- مسرح.
- مكتبة عامة.
- نادى المرأة.
- نادى الأدب.
- نادى ومكتبة الطفل.
- نادي تكنولوجيا المعلومات.
- مرسم.
- معرض الفنون التشكيلية.
- قسم الموسيقى.
- مكاتب إدارية.

## مشاهير
انطلق من قصر ثقافة دسوق عدد كبير من الشعراء والمفكرين والمثقفين من سكان المدينة، ومنهم من اشتهر على المستوى القومي والعربي، منهم: أمين يوسف غراب، وكرم مطاوع، ومحمد الدفراوي، ومحمد إبراهيم غراب، وعلاء مرسي.